# Ialomița (fiume)
Lo Ialomița (rumeno: Râul Ialomița, nell'antichità chiamato Helibacia) è un fiume della Romania affluente di sinistra del Danubio.
Il fiume nasce dai monti Bucegi e scorre dapprima verso sud, poi verso est. Prima di sfociare nel Danubio, attraversa le città di Târgoviște e Slobozia. Scorre nei distretti di Dâmbovița, Prahova, Ilfov e Ialomița.
Il fiume è lungo 417 chilometri e il suo bacino idrografico si estende su un'area di 10.350 km².

## Affluenti di sinistra
Valea Șugărilor, Cocora, Lăptici, Scândurari, Blana, Nucet, Oboarele, Scropoasa, Orzea, Brândușa, Gâlma, Ialomicioara, Rușețu, Leurda, Bizdidel, Slănic de Răzvad, Slănic de Gura Ocniței, Pâscov, Crivăț, Cricovul Dulce, Prahova, Sărata, Cotorca, Sărățuica, Strachina.

## Affluenti di destra
Valea Doamnelor, Valea Sucheniței, Horoaba, Coteanu, Valea Văcăriei, Tătaru, Gâlgoiu, Mircea, Bolboci, Lucăcilă, Zănoaga, Valea Cabanierului, Brătei, Rătei, Raciu, Valea Doicii, Seciul cu Colți, Voivodeni, Țâța, Ialomicioara, Vulcana, Glod, Ruda, Racovița, Snagov, Vlăsia, Comana.